# Coscinodiscophyceae
Coscinodiscophyceae sensu stricto es un grupo de algas diatomeas llamadas también "centrales radiadas", que tienen forma cilíndrica y que además constituyen el grupo parafilético basal de las diatomeas. Presentan simetría radiada, en donde la estructura circular de la valva está dispuesta en referencia a un punto central.
Por otro lado, el grupo más extenso Coscinodiscophyceae sensu lato equivale a las diatomeas Centrales. 

## Galería

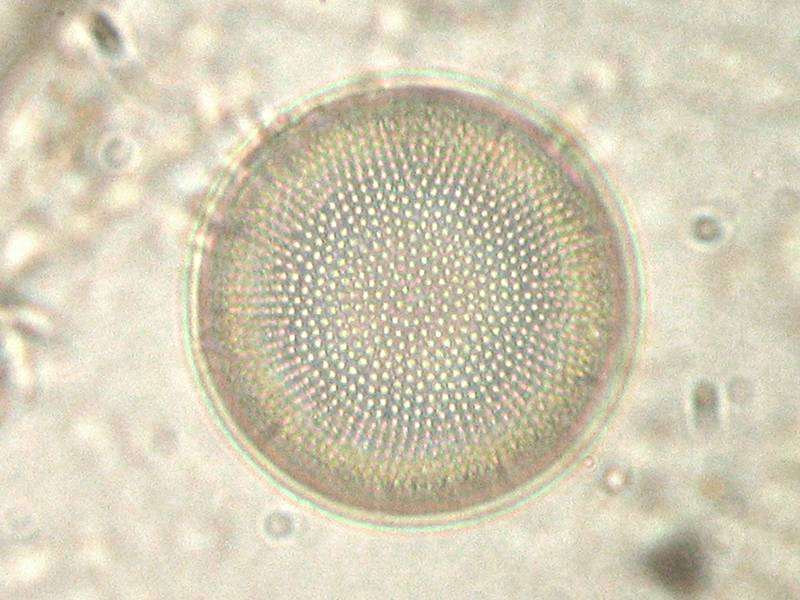
Actinocyclus
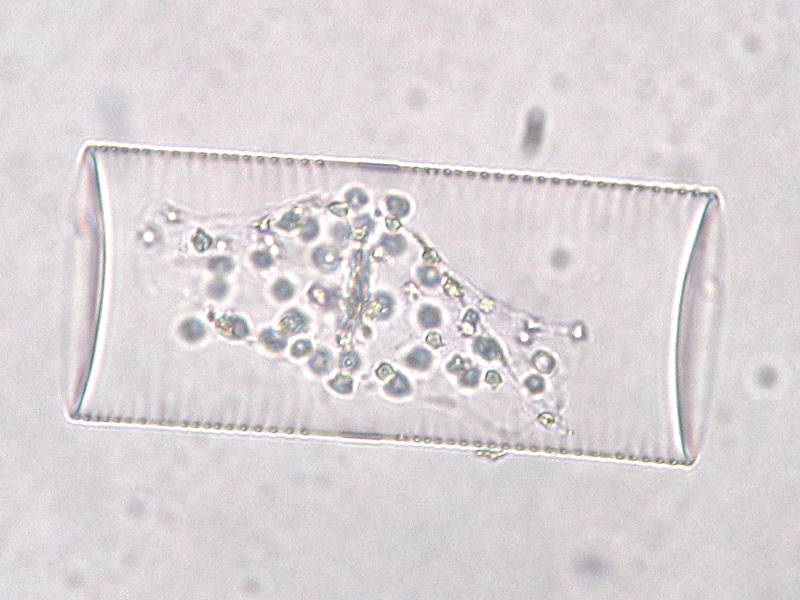
Guinardia
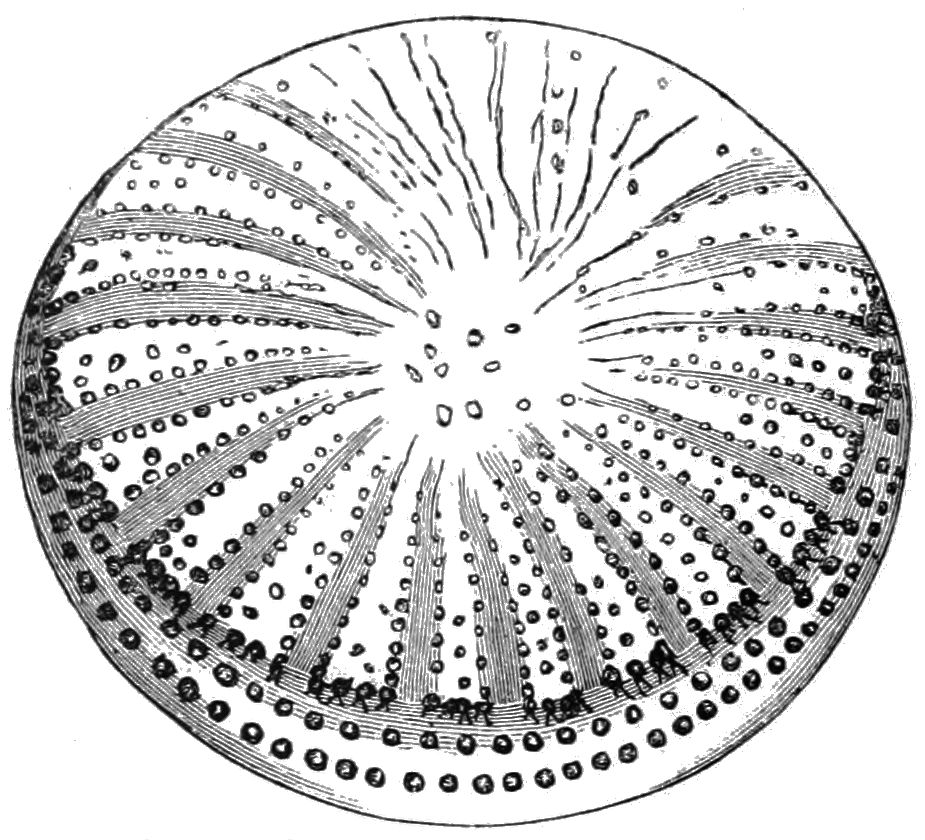
Dibujo de Stictodiscus de 1892